# 細川尚春
細川 尚春（ほそかわ ひさはる）は、室町時代後期から戦国時代にかけての武将。淡路国守護。細川淡路守護家7代（事実上最後の）当主。

## 略歴
細川成春の子として誕生した。室町幕府9代将軍・足利義尚より偏諱を受けて尚春と名乗っていることから、義尚の在職期間である1473年から1489年の間に元服を行っているはずであり、したがって生まれた時期はおおよそ1460年代前後から1470年代と考えられる。文明17年（1485年）に父の死去により家督を継いで淡路守護となっているので、この時に元服したとみるのが妥当であろう。
当時の幕府・管領の細川政元は幕政を主導し京兆家の全盛期を築くが、3人の養子を迎えたことで、後に家督争いを引き起こすことになった。永正2年（1505年）、尚春は政元の命に従い讃岐国に侵攻して細川成之や三好之長らと戦うが敗れた。永正4年（1507年）に、政元がその養子の一人細川澄之を推す香西元長・薬師寺長忠らによって暗殺されると、他の養子である細川高国や細川澄元らに味方して、澄之を敗死に追い込んだ（永正の錯乱）。
しかしその後、尚春は京兆家の実権を握った高国とは対立する。永正8年（1511年）、澄元が高国に対して和泉国で挙兵（深井城の合戦）すると、それに呼応して淡路で挙兵し、摂津国に侵攻したが（芦屋河原の合戦）敗れて淡路に撤退する。その後、情勢不利となった尚春は高国に降伏したが、将軍足利義稙と高国は阿波守護を尚春の嫡男・彦四郎に与える条件で自派に取り込むことに成功した。しかし、そのことが細川成之・之持を相次いで失った細川讃州家を敵に回すことになる。永正14年（1517年）9月に三好之長の淡路侵攻の際には、敗れて和泉・堺に逃亡する（『後法興院記』『実隆公記』『後法成寺尚通公記』）。永正16年（1519年）5月11日、尚春は阿波国において之長によって殺害される（『細川両家記』『細川系図』）。その後、嫡男の彦四郎は等持院の戦いで之長追討に功績を挙げているため、彼が家督を継いだ可能性があるが、淡路は細川讃州家や三好氏の支配下に置かれることになり、守護としての同家は事実上断絶した。